# Rah Ahan
Rah Ahan Football Club (persisch باشگاه فوتبال راه آهن , „Fußballclub der Eisenbahn“) ist ein iranischer Fußballverein aus Teheran, der in der Azadegan League, der zweithöchsten Spielklasse des Landes, aktiv ist.

## Geschichte
1937 wurde der Rah Ahan Football Club gegründet. 2008/09 stand der Verein im Finale des nationalen Pokalwettbewerbs. Nach einem 1:0-Sieg im Hinspiel gegen Zob Ahan Isfahan unterlag man im Rückspiel mit 1:5 und verpasste so den ersten Titelgewinn der Vereinsgeschichte.
Der Verein befindet sich im Besitz des Unternehmers Peyman Kianian. Zuvor war Babak Sandschani Eigentümer.

## Vereinserfolge

### National
- Hazfi Cup

Finalist 2008/09

## Trainer
- Ali Daei (2011–2012)

## Spieler
- Nasser Mohammadkhani
- Hadi Asghari
- Khodadad Azizi
- Parviz Boroumand
- Sohrab Entezari
- Farshad Pyus